# Петросян, Петик Аветисович
Петик Аветисович Петросян — советский хозяйственный, государственный и политический деятель, Герой Социалистического Труда.

## Биография
Родился в 1927 году в селе Верин Арташат. Член КПСС.
С 1942 года — на хозяйственной, общественной и политической работе. В 1942—1987 гг. — работник полеводческой бригады местного колхоза имени Свердлова Камарлинского района, бригадир, заведующий животноводческой фермой, секретарь парткома, председатель колхоза имени Свердлова Арташатского района Армянской ССР.
Указом Президиума Верховного Совета СССР от 22 февраля 1978 года присвоено звание Героя Социалистического Труда с вручением ордена Ленина и золотой медали «Серп и Молот».
Избирался депутатом Верховного Совета Армянской ССР 9-го и 10-го созывов.
Делегат XXVI съезда КПСС.
Умер в Арташатском районе в 1987 году.